# لعبة فيديو رياضية

قيادة السيارات الرياضية في لعبة تيست درايف عام 1987

لعبة فيديو رياضية (بالإنجليزية: Sports game)‏ هي لعبة فيديو تحاكي الممارسات الرياضية التقليدية, ويندرج منها ألعاب (كرة القدم , المصارعة , سباق الميادين , سباق السيارات).

## ألعاب رياضية
- سلسلة فيفا
- سلسلة برو إيفولشن سوكر
- سلسلة نيد فور سبيد